# 波密风毛菊
波密风毛菊（学名：Saussurea bomiensis）是菊科风毛菊属的植物，是中国的特有植物。分布于中国大陆的西藏等地，生长于海拔4,000米至4,800米的地区，常生于灌丛、高山草甸及冷杉疏林下，目前尚未由人工引种栽培。